# Papamosques turquesa
El papamosques turquesa (Eumyias thalassinus) és una espècie d'ocell de la família dels muscicàpids (Muscicapidae) pròpia del sud-est asiàtic i el subcontinent indi, especialment als contraforts de l'Himàlaia. El seu estat de conservació es considera de risc mínim.
Es singularitza entre els papamosques pel fet que s'alimenta per sobre del nivell del dosser i es posa en cables elèctrics o branques exposades de la part superior dels arbres.
Anteriorment l'espècie s'assignava al gènere Muscicapa, fins que es va suggerir que està més a prop dels papamosques de Niltava (Subfamilia Niltavinae).